# The New Workout Plan
The New Workout Plan è un singolo del rapper statunitense Kanye West, pubblicato come quinto ed ultimo singolo del suo album di debutto, The College Dropout, il 31 agosto 2004. Il brano raggiunse inoltre la posizione numero 59 della classifica statunitense dei brani R&B/Hip-Hop. Successivamente ne fu prodotto anche un videoclip, in cui fanno la loro comparsa i cantanti John Legend, Anna Nicole Smith, Fonzworth Bentley, Tracee Ellis Ross, Vida Guerra ed il rapper GLC. Il brano fu poi anche campionato nel brano Work Out di J. Cole.

## Remix
Il remix ufficiale del brano fu prodotto da Lil Jon e presenta una strofa aggiuntiva di West e le partecipazioni aggiuntive di Twista, Luke Campbell e Fonzworth Bentley. Il remix fu successivamente incluso in The College Dropout Video Anthology.

## Performance commerciale
Il brano raggiunse la posizione numero 59 Billboard Hot 100 R&B/Hip-Hop il 9 novembre 2004, dopo circa due mesi dalla sua pubblicazione come singolo ufficiale, rimanendo in classifica poi per ben 21 settimane.

## Tracce
1. The New Workout Plan – 5:22 (testo: Kanye West, John Sephens, Bosco Kante, Sumeke Rainey, Miri Ben-Ari – musica: Kanye West)

## Classifiche
| Classifica (2004)         | Posizione massima |
| ------------------------- | ----------------- |
| Stati Uniti (R&B/Hip-Hop) | 59                |

## Formazione
Crediti adattati dal libretto del CD dell'album.
- Kanye West – voce, produzione
- Keith Slattery – registrazione
- Andrew Dawson – registrazione
- Eugene A. Toale – registrazione
- Manny Marroquin – missaggio
- John Legend, Sumeke Rainey – voci aggiuntive
- Eric "E-Bass" Johnson – chitarra
- Ervin "EP" Pope – pianoforte
- Miri Ben-Ari – violino